# Gerhard Hanappi
Gerhard Hanappi (ur. 16 lutego 1929 w Wiedniu, zm. 23 sierpnia 1980 w Wiedniu), austriacki piłkarz, obrońca lub pomocnik. Brązowy medalista MŚ 54. Wieloletni zawodnik wiedeńskiego Rapidu.
Uchodzi za jednego z najwybitniejszych austriackich piłkarzy w historii. Karierę zaczynał w SC Wacker Wiedeń. Piłkarzem Rapidu był w latach 1950–1965 – w drużynie grał na wszystkich pozycjach, łącznie w 333 meczach zdobywając 114 bramek. W tym czasie zdobył siedem tytułów mistrza kraju (1951, 1952, 1954, 1956, 1957, 1960, 1964).
W reprezentacji Austrii w latach 1948–1962 zagrał 93 razy i strzelił 12 bramek. Na boisko wybiegał w 55 meczach reprezentacyjnych z rzędu. Podczas MŚ 54 wystąpił we wszystkich meczach Austrii w turnieju. Cztery lata później był kapitanem zespołu.
W 1955 został wybrany najlepszym sportowcem Austrii. Z wykształcenia był architektem, zaprojektował m.in. Weststadion w rodzinnym mieście, po jego śmierci przemianowany na Gerhard Hanappi Stadion.